# Eric Djemba-Djemba
Eric Djemba-Djemba (Douala, 4 maggio 1981) è un ex calciatore camerunese, di ruolo centrocampista.

## Carriera

### Club
Djemba-Djemba sale alla ribalta con il FC Nantes, in Francia. Le sue prestazioni nel club francese gli procurano un trasferimento nel Manchester United di Sir Alex Ferguson nell'estate del 2003.
Djemba-Djemba fu ceduto all'Aston Villa nel gennaio 2005 durante il mercato di riparazione, per una cifra di £1.500.000. Tuttavia fu chiuso da Gavin McCann e Steven Davis, considerati titolari nel centrocampo dell'Aston Villa. Dopo aver giocato undici partite, il nuovo allenatore dell'Aston Villa, Martin O'Neill, mandò Djemba-Djemba in prestito al Burnley. Giocò la sua prima partita con il Burnley il 13 gennaio 2007 contro il Southampton, giocando tutti i 90 minuti.
Nel luglio 2007, Eric tornò a giocare al Villa Park non fu convocato per la tournée Nord Americana, il 2 agosto 2007, il contratto di Djemba-Djemba con l'Aston Villa terminò. Andò quindi a giocare in Qatar, ma, dopo una stagione, tornò in Europa per giocare con l'Odense.

### Nazionale
Djemba-Djemba fu membro della nazionale camerunese che vinse la Coppa d'Africa 2002 e partecipò alla Confederations Cup nel 2003. Giocò anche ai Mondiali 2002.

## Statistiche

### Presenze e reti nei club
| Stagione                 | Squadra                  | Campionato               | Campionato | Campionato | Coppe nazionali | Coppe nazionali | Coppe nazionali | Coppe continentali | Coppe continentali | Coppe continentali | Altre coppe | Altre coppe | Altre coppe | Totale | Totale |
| Stagione                 | Squadra                  | Comp                     | Pres       | Reti       | Comp            | Pres            | Reti            | Comp               | Pres               | Reti               | Comp        | Pres        | Reti        | Pres   | Reti   |
| ------------------------ | ------------------------ | ------------------------ | ---------- | ---------- | --------------- | --------------- | --------------- | ------------------ | ------------------ | ------------------ | ----------- | ----------- | ----------- | ------ | ------ |
| 2001-2002                | Nantes                   | D1                       | 14         | 0          | CF+CdL          | 1+1             | 0               | UCL                | 8                  | 0                  | SF          | 0           | 0           | 24     | 0      |
| 2002-2003                | Nantes                   | L1                       | 28         | 1          | CF+CdL          | 1+2             | 0               | -                  | -                  | -                  | -           | -           | -           | 31     | 1      |
| Totale Nantes            | Totale Nantes            | Totale Nantes            | 42         | 1          |                 | 5               | 0               |                    | 8                  | 0                  |             | 0           | 0           | 55     | 1      |
| 2003-2004                | Manchester United        | PL                       | 15         | 0          | FACup+CdL       | 1+1             | 0+1             | UCL                | 4                  | 1                  | CS          | 1           | 0           | 22     | 2      |
| 2004-gen. 2005           | Manchester United        | PL                       | 5          | 0          | FACup+CdL       | 2+4             | 0               | UCL                | 5                  | 0                  | CS          | 1           | 0           | 17     | 0      |
| Totale Manchester United | Totale Manchester United | Totale Manchester United | 20         | 0          |                 | 8               | 1               |                    | 9                  | 1                  |             | 2           | 0           | 39     | 2      |
| gen.-giu. 2005           | Aston Villa              | PL                       | 6          | 0          | FACup+CdL       | -               | -               | -                  | -                  | -                  | -           | -           | -           | 6      | 0      |
| 2005-2006                | Aston Villa              | PL                       | 4          | 0          | FACup+CdL       | 0               | 0               | -                  | -                  | -                  | -           | -           | -           | 4      | 0      |
| 2006-gen. 2007           | Aston Villa              | PL                       | 1          | 0          | FACup+CdL       | 0               | 0               | -                  | -                  | -                  | -           | -           | -           | 1      | 0      |
| Totale Aston Villa       | Totale Aston Villa       | Totale Aston Villa       | 11         | 0          |                 | 0               | 0               |                    | -                  | -                  |             | -           | -           | 11     | 0      |
| gen.-giu. 2007           | Burnley                  | FLC                      | 15         | 0          | FACup+CdL       | -               | -               | -                  | -                  | -                  | -           | -           | -           | 15     | 0      |
| 2007-2008                | Qatar SC                 | QSL                      | 26         | 3          | EQC             | 0               | 0               | -                  | -                  | -                  | -           | -           | -           | 26     | 3      |
| 2008-2009                | Odense                   | SL                       | 30         | 2          | CD              | 3               | 0               | Int                | 2                  | 0                  | -           | -           | -           | 35     | 2      |
| 2009-2010                | Odense                   | SL                       | 19         | 0          | CD              | 2               | 1               | UEL                | 4                  | 0                  | -           | -           | -           | 25     | 1      |
| 2010-2011                | Odense                   | SL                       | 26         | 0          | CD              | 1               | 0               | UEL                | 8                  | 0                  | -           | -           | -           | 35     | 0      |
| 2011-2012                | Odense                   | SL                       | 27         | 1          | CD              | 0               | 0               | UCL+UEL            | 4+4                | 0                  | -           | -           | -           | 35     | 1      |
| Totale Odense            | Totale Odense            | Totale Odense            | 102        | 3          |                 | 6               | 1               |                    | 22                 | 0                  |             | -           | -           | 130    | 4      |
| 2012-2013                | Hapoel Tel Aviv          | Lh                       | 24+4       | 0          | CI+CdL          | 2+1             | 0               | UEL                | 6                  | 0                  | -           | -           | -           | 37     | 0      |
| 2013-gen. 2014           | Partizan                 | SL                       | 11         | 0          | CS              | 2               | 0               | UCL+UEL            | 2+1                | 0                  | -           | -           | -           | 16     | 0      |
| gen.-giu. 2014           | St. Mirren               | SP                       | 2          | 0          | SC+CdL          | 1+0             | 0               | -                  | -                  | -                  | -           | -           | -           | 3      | 0      |
| 2014                     | Chennaiyin               | ISL                      | 7+2        | 0          | -               | -               | -               | -                  | -                  | -                  | -           | -           | -           | 9      | 0      |
| Totale carriera          | Totale carriera          | Totale carriera          | 260+6      | 7          |                 | 25              | 2               |                    | 48                 | 1                  |             | 2           | 0           | 341    | 10     |

### Cronologia presenze e punti in nazionale
| Cronologia completa delle presenze e delle reti in nazionale ― Camerun | Cronologia completa delle presenze e delle reti in nazionale ― Camerun | Cronologia completa delle presenze e delle reti in nazionale ― Camerun | Cronologia completa delle presenze e delle reti in nazionale ― Camerun | Cronologia completa delle presenze e delle reti in nazionale ― Camerun | Cronologia completa delle presenze e delle reti in nazionale ― Camerun | Cronologia completa delle presenze e delle reti in nazionale ― Camerun | Cronologia completa delle presenze e delle reti in nazionale ― Camerun |
| Data                                                                   | Città                                                                  | In casa                                                                | Risultato                                                              | Ospiti                                                                 | Competizione                                                           | Reti                                                                   | Note                                                                   |
| ---------------------------------------------------------------------- | ---------------------------------------------------------------------- | ---------------------------------------------------------------------- | ---------------------------------------------------------------------- | ---------------------------------------------------------------------- | ---------------------------------------------------------------------- | ---------------------------------------------------------------------- | ---------------------------------------------------------------------- |
| 7-1-2002                                                               | Ouagadougou                                                            | Burkina Faso                                                           | 1 – 3                                                                  | Camerun                                                                | Amichevole                                                             | -                                                                      |                                                                        |
| 11-1-2002                                                              | Tunisi                                                                 | Tunisia                                                                | 0 – 1                                                                  | Camerun                                                                | Amichevole                                                             | -                                                                      | 57’ 84’                                                                |
| 29-1-2002                                                              | Sikasso                                                                | Camerun                                                                | 3 – 0                                                                  | Togo                                                                   | Coppa d'Africa 2002 - 1º turno                                         | -                                                                      | 46’                                                                    |
| 7-2-2002                                                               | Bamako                                                                 | Camerun                                                                | 3 – 0                                                                  | Mali                                                                   | Coppa d'Africa 2002 - Semifinale                                       | -                                                                      | 90+3’                                                                  |
| 27-3-2002                                                              | Buenos Aires                                                           | Argentina                                                              | 2 – 2                                                                  | Camerun                                                                | Amichevole                                                             | -                                                                      | 67’ 73’                                                                |
| 17-4-2002                                                              | Vienna                                                                 | Austria                                                                | 0 – 0                                                                  | Camerun                                                                | Amichevole                                                             | -                                                                      | 71’                                                                    |
| 17-5-2002                                                              | Copenaghen                                                             | Danimarca                                                              | 2 – 1                                                                  | Camerun                                                                | Amichevole                                                             | -                                                                      | 34’                                                                    |
| 26-5-2002                                                              | Kōbe                                                                   | Camerun                                                                | 2 – 2                                                                  | Inghilterra                                                            | Amichevole                                                             | -                                                                      | 54’                                                                    |
| 11-2-2003                                                              | Châteauroux                                                            | Costa d'Avorio                                                         | 3 – 0                                                                  | Camerun                                                                | Amichevole                                                             | -                                                                      | 29’                                                                    |
| 27-3-2003                                                              | Tunisi                                                                 | Madagascar                                                             | 0 – 2                                                                  | Camerun                                                                | Amichevole                                                             | -                                                                      | Uscita                                                                 |
| 19-6-2003                                                              | Saint-Denis                                                            | Camerun                                                                | 1 – 0                                                                  | Brasile                                                                | Conf. Cup 2003 - 1º turno                                              | -                                                                      | 49’                                                                    |
| 21-6-2003                                                              | Saint-Denis                                                            | Camerun                                                                | 1 – 0                                                                  | Turchia                                                                | Conf. Cup 2003 - 1º turno                                              | -                                                                      | 70’                                                                    |
| 26-6-2003                                                              | Lione                                                                  | Colombia                                                               | 0 – 1                                                                  | Camerun                                                                | Conf. Cup 2003 - Semifinale                                            | -                                                                      | 77’                                                                    |
| 29-6-2003                                                              | Saint-Denis                                                            | Francia                                                                | 1 – 0                                                                  | Camerun                                                                | Conf. Cup 2003 - Finale                                                | -                                                                      |                                                                        |
| 19-11-2003                                                             | Ōita                                                                   | Giappone                                                               | 0 – 0                                                                  | Camerun                                                                | Amichevole                                                             | -                                                                      | 42’ 68’                                                                |
| 25-1-2004                                                              | Susa                                                                   | Camerun                                                                | 1 – 1                                                                  | Algeria                                                                | Coppa d'Africa 2004 - 1º turno                                         | -                                                                      |                                                                        |
| 29-1-2004                                                              | Sfax                                                                   | Camerun                                                                | 5 – 3                                                                  | Zimbabwe                                                               | Coppa d'Africa 2004 - 1º turno                                         | -                                                                      |                                                                        |
| 3-2-2004                                                               | Monastir                                                               | Camerun                                                                | 0 – 0                                                                  | Egitto                                                                 | Coppa d'Africa 2004 - 1º turno                                         | -                                                                      |                                                                        |
| 8-2-2004                                                               | Monastir                                                               | Camerun                                                                | 1 – 2                                                                  | Nigeria                                                                | Coppa d'Africa 2004 - Quarti di finale                                 | -                                                                      |                                                                        |
| 6-6-2004                                                               | Yaoundé                                                                | Camerun                                                                | 2 – 1                                                                  | Benin                                                                  | Qual. Mondiali 2006                                                    | -                                                                      | 65’                                                                    |
| 4-7-2004                                                               | Yaoundé                                                                | Camerun                                                                | 2 – 0                                                                  | Costa d'Avorio                                                         | Qual. Mondiali 2006                                                    | -                                                                      | 42’                                                                    |
| 9-10-2004                                                              | Omdurman                                                               | Sudan                                                                  | 1 – 1                                                                  | Camerun                                                                | Qual. Mondiali 2006                                                    | -                                                                      |                                                                        |
| 17-11-2004                                                             | Lipsia                                                                 | Germania                                                               | 3 – 0                                                                  | Camerun                                                                | Amichevole                                                             | -                                                                      | 42’, 81’                                                               |
| 9-2-2005                                                               | Créteil                                                                | Senegal                                                                | 0 – 1                                                                  | Camerun                                                                | Amichevole                                                             | -                                                                      |                                                                        |
| 4-6-2005                                                               | Cotonou                                                                | Benin                                                                  | 1 – 4                                                                  | Camerun                                                                | Qual. Mondiali 2006                                                    | -                                                                      | 76’                                                                    |
| 19-6-2005                                                              | Yaoundé                                                                | Camerun                                                                | 1 – 0                                                                  | Libia                                                                  | Qual. Mondiali 2006                                                    | -                                                                      | 89’                                                                    |
| 4-9-2005                                                               | Abidjan                                                                | Costa d'Avorio                                                         | 2 – 3                                                                  | Camerun                                                                | Qual. Mondiali 2006                                                    | -                                                                      | 69’                                                                    |
| 15-11-2005                                                             | Alès                                                                   | Camerun                                                                | 0 – 0                                                                  | Marocco                                                                | Amichevole                                                             | -                                                                      | 46’                                                                    |
| 11-10-2008                                                             | Yaoundé                                                                | Camerun                                                                | 5 – 0                                                                  | Mauritius                                                              | Qual. Mondiali 2010                                                    | -                                                                      | 59’                                                                    |
| 19-11-2008                                                             | Rustenburg                                                             | Sudafrica                                                              | 3 – 2                                                                  | Camerun                                                                | Amichevole                                                             | -                                                                      | 86’                                                                    |
| 11-2-2009                                                              | Bondoufle                                                              | Guinea                                                                 | 1 – 3                                                                  | Camerun                                                                | Amichevole                                                             | -                                                                      | 46’                                                                    |
| 28-3-2009                                                              | Accra                                                                  | Togo                                                                   | 1 – 0                                                                  | Camerun                                                                | Qual. Mondiali 2010                                                    | -                                                                      | 46’                                                                    |
| 13-6-2009                                                              | Abidjan                                                                | Costa d'Avorio                                                         | 2 – 1                                                                  | Camerun                                                                | Amichevole                                                             | -                                                                      | Ingresso                                                               |
| 3-9-2011                                                               | Yaoundé                                                                | Camerun                                                                | 5 – 0                                                                  | Mauritius                                                              | Qual. Coppa d'Africa 2012                                              | -                                                                      | 65’                                                                    |
| 7-10-2011                                                              | Kinshasa                                                               | RD del Congo                                                           | 2 – 3                                                                  | Camerun                                                                | Qual. Coppa d'Africa 2012                                              | -                                                                      | 70’                                                                    |
| 11-10-2011                                                             | Malabo                                                                 | Guinea Equatoriale                                                     | 1 – 1                                                                  | Camerun                                                                | Amichevole                                                             | -                                                                      |                                                                        |
| Totale                                                                 |                                                                        | Presenze                                                               | 36                                                                     |                                                                        | Reti                                                                   | 0                                                                      |                                                                        |

## Palmarès

### Club

#### Competizioni nazionali
- Coppa d'Inghilterra: 1

Manchester United: 2003-2004
- Community Shield: 1

Manchester United: 2003

#### Nazionale
- Coppa d'Africa: 1

Mali 2002